# Nazareno Lanciotti
Nazareno Lanciotti, né le 3 mars 1940 à Rome et mort assassiné le 22 février 2001 à São Paulo, est un prêtre catholique italien, missionnaire au Brésil pendant 30 ans, connu pour avoir été un propagateur de la dévotion mariale, qui mourut assassiné, en haine du ministère sacerdotal et pour son engagement auprès de la population. En avril 2025, le Vatican annonce le décret de sa béatification.

## Biographie

### Missionnaire au Brésil
Nazareno Lanciotti naît le 3 mars 1940 à Rome. Au terme de son séminaire près de l'abbaye de Subiaco, il est ordonné prêtre le 29 juin 1966. Après plusieurs années passées comme vicaire dans des paroisses périphériques de Rome, il obtient de ses supérieurs, en 1971, de partir comme missionnaire au Mato Grosso au Brésil. L'évêque de São Luíz de Cáceres (en) lui affecta le territoire de Jauru, qui recouvre plusieurs villages disséminés. Malgré la pauvreté de moyens et la misère, Nazareno Lanciotti parvient à élever un dispensaire, qui deviendra l'un des seuls hôpitaux de la région, et une église. En 1976, Jauru est canoniquement érigée en paroisse, et devint dès lors le centre missionnaire du diocèse.
Malgré l'immensité du territoire et le grand nombre de villages répartis dans les forêts, Nazareno Lanciotti parvient, au cours de ses 30 années de ministère, a fonder 57 communautés chrétiennes (antennes de la paroisse), avec des catéchistes formés et l'adoration eucharistique perpétuelle dans chacune d'entre elles. Il fonda également une quarantaine de chapelles, plusieurs dispensaires, une maison de retraite ainsi qu'une école accueillant 200 enfants, et un petit séminaire, pour les garçons désireux devenir prêtres.
Sa dévotion mariale le poussa, en 1987, à rejoindre le Mouvement marial sacerdotal (en), dont il deviendra le responsable pour le Brésil. Dès lors, en plus de ses activités missionnaires et paroissiales, il parcourut le pays pour entretenir et favoriser la dévotion mariale, par la prédication de retraites, de pèlerinages et l'organisation de cénacles de prière.

### Attaque et mort
Lorsque les autorités civiles lancèrent la construction d'un nouveau barrage pour répondre aux besoins en électricité, des travailleurs de toute la région affluèrent, donnant lieu à la multiplication du traffic de drogue et de prostitution. Nazareno Lanciotti s'y opposa en prêchant les vertus chrétiennes. « L'adoration eucharistique, le rosaire et la dévotion à la Vierge vous sauveront » disaient-ils aux jeunes ouvriers. En plus de se montrer l'adversaire des narcos, Nazareno Lanciotti s'attira la haine de plusieurs membres d'une loge maçonnique locale, qui craignait son influence sur la population. Il reçut plusieurs menaces et intimidations.
Dans la soirée du 11 février 2001, deux hommes cagoulés font irruption dans la maison de Nazareno Lanciotti, et lui tirent une balle dans le crâne. Blessé mortellement, le prêtre est découvert agonisant par la police seulement le lendemain, et transféré à l'hôpital de Cuiabá, puis à l'hôpital libanais de São Paulo. Au terme de 11 jours d'agonie, et après avoir plusieurs fois déclaré pardonner à ses assassins, Nazareno Lanciotti meurt le 22 février 2001, des suites de ses blessures.

## Béatification

### Reconnaissance du martyre
La cause pour la béatification et la canonisation de Nazareno Lanciotti est ouverte en 2007 par le diocèse de São Luíz de Cáceres (en). L'enquête diocésaine récoltant les témoignages sur sa vie et les conditions de sa mort se clôture en 2010, puis est envoyée à Rome pour y être étudiée par la Congrégation pour les causes des saints.[réf. nécessaire]
Après le rapport positif des commissions historiques et théologiques sur la sainteté et le martyre de Nazareno Lanciotti, le pape François reconnaît son martyre le 14 avril 2025, et signe le décret permettant sa béatification. La date de la cérémonie solennelle durant laquelle il sera proclamé bienheureux n'a pas encore été définie.